# وفيات 2013

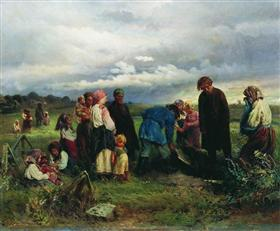

قائمة بأبرز وفيات سنة 2013.

|  |

## وفيات يناير
3
- سيرجيو نيكولايسكو، 83، ممثل ومخرج وسياسي روماني.
- فهد الحمدان، 48، لاعب كرة قدم سعودي.

9
- ليلى الجبالي، كاتبة مصرية.
- جيمس بوكنان جونيور، 93، اقتصادي أمريكي حائز على جائزة نوبل في الاقتصاد.

10
- با مامادو إمباري، 66، سياسي موريتاني.

11
- آرون سوارتز، 26، مبرمج وكاتب أمريكي.

15
- يحيى شربجي، 33، ناشط سوري

17
- محمود عبد العزيز، 46، مغني سوداني.

19
- وحيد سيف، 74، ممثل مصري.
- نبيل الهجرسي، 76، ممثل مصري.
- عبد الرحيم الكومري، 37، عداء مغربي.
- تايهو كوكي، 73، مصارع ياباني.

28
- سعيد مراغة، 86، مناضل فلسطيني.

30
- جمال البنا، 93، مفكر وكاتب مصري.
- جميل ولاية، 84، مخرج سوري

## وفيات فبراير
2
- كريس كايل، 39، قناص أمريكي.

5
- محمد العزبي، 74، مغني مصري.

6
- شكري بلعيد، 49، سياسي تونسي.

8
- عوض عبيدة، 89، رسام ليبي.

12
- سطام بن عبد العزيز آل سعود، 72، أمير سعودي.
- رمسيس زخاري، 69، رسام مصري.

19
- روبرت ريتشاردسون، 75، عالم فيزياء أمريكي حائز على جائزة نوبل في الفيزياء.
- وهبي سليمان غاوجي، 90، شيخ ماتريدي سوري

20
- يوسف سليمان، 26، لاعب كرة قدم سوري.

23
- صباح عبيد، 62، ممثل سوري

24
- ياسين بقوش، 75، ممثل سوري من أصل ليبي
- محمود سالم، 84، كاتب مصري.

25
- مهران يوسف، 77، إعلامي سوري

26
- ستيفان هيسيل، 95، كاتب فرنسي.

27
- فان كليبورن، 78، عازف بيانو أمريكي.

## وفيات مارس
2
- مختار بلمختار، 40، جهادي جزائري.

5
- هوغو تشافيز، 58، رئيس فنزويلا.

16
- عدنان حبال ، 76، ممثل سوري.
- جمال نصر الإسلام، 74، عالم فيزياء بنغالي.

17
- أم نضال، 63، مناضلة فلسطينية.

20
- محمد ظل الرحمن، 84، سياسي بنغالي.

21
- محمد سعيد رمضان البوطي، 84، فقيه سوري.
- تشينو أتشيبي، 82، روائي نيجيري.

23
- بوريس بيريزوفسكي، 67، ملياردير روسي.

28
- ريتشارد جريفيثز، 65، ممثل إنجليزي.
- عبد اللطيف اليونس، 99، صحفي سوري

## وفيات أبريل
1
- بدر بن عبد العزيز آل سعود، 80، أمير سعودي.

4
- روجر إيبرت، 70، كاتب أمريكي.

6
- شهرزاد، 80، مغنية وممثلة مصرية.

7
- صلاح عبد الغفور، 60، مغني عراقي.

8
- مارغريت ثاتشر، 87، مارغريت ثاتشر، رئيسة ورزاء المملكة المتحدة.

9
- باولو سوليري، 93، مهندس أمريكي.
- عبد الرحمن المدني، 82، مهندس ووزير سوري سابق

10
- روبرت إدواردز، 87، عالم أحياء بريطاني.

11
- ماريا تولتشيف، 88، راقصة باليه أمريكية.

12
- فريد عبد الخالق، 98، كاتب من الإخوان المسلمين المصريين.

13
- عبد الحميد كرمالي، 81، مدرب كرة قدم جزائري.

16
- علي كافي، 84، رئيس جزائري سابق.

23
- ملا عمر، 54، القائد الأعلى لحركة طالبان

26
- جورج جونز، 81، مغني أمريكي.

## وفيات مايو
2
- سرابجيت سينغ، 49، مواطن هندي أدين بالإرهاب والتجسس في باكستان.

4
- كريستيان دو دوف، 95، عالم بلجيكي فاز بجائزة نوبل في الطب في عام 1974.

6
- جوليو أندريوتي، 94، رئيس وزراء إيطالي سابق.

17
- ناصر الدين النشاشيبي، 93، مؤرح فلسطيني.
- خورخه فيديلا، 87، الحاكم العسكري المطلق للأرجنتين سابقاً.

22
- شعبان حسين، 72، ممثل مصري.

23
- جورج موستاكي، 79، موسيقي فرنسي.

31
- محمد ضياء الدين الصابوني، 87، عالم دين سوري سعودي

## وفيات يونيو
1
- زهير الشاويش، 87، مؤلف سوري.

3
- جيا خان، 25، ممثلة هندية.

5
- تاكو إيشيموري، 81، ممثل ومؤدي أصوات ياباني

7
- بيير موروا، 84، رئيس وزراء فرنسي سابق.

9
- فالتر يينس، 90، كاتب ألماني.

11
- روبرت فوغل، 86، اقتصادي أمريكي حائز على جائزة نوبل في العلوم الاقتصادية.

13
- محمد الخليوي، 42، لاعب كرة قدم سعودي.
- كينجي أوتسومي، 75، ممثل ياباني.

14
- طارق حبيب، 77، إعلامي مصري.

15
- هاينس فلوه، 65، لاعب كرة قدم ألماني.

19
- جيمس غاندولفيني، 51، ممثل أمريكي.

23
- حسن شحاتة، 66، رجل دين شيعي مصري.
- ريتشارد ماثيسون، 87، كاتب أمريكي.

29
- جيم كيلي، 67،ممثل و بطل كاراتيه أمريكي

## وفيات يوليو
2
- فوزية بنت فؤاد الأول، 91، أميرة مصرية، وزوجة شاه إيران سابقاً.
- دوغلاس إنجيلبارت، 88، أمريكي اخترع فأرة الكمبيوتر.

4
- أحمد رشدي، 89، وزير داخلية أسبق مصري.

7
- مسلم بن نفل ، 85 سياسي وشاعر وثائر عماني.

8
- سبعاوي إبراهيم الحسن، 66، أخ الرئيس العراقي السابق صدام حسين.

10
- إيلان هاليفي، 69، صحفي فلسطيني يهودي.

11
- إبراهيم يوسف، 54، لاعب كرة قدم مصري.
- نضال سيجري، 48، ممثل سوري

13
- كوري مونتيث، 31، ممثل كندي.

20
- هيلين توماس، 92، صحفية أمريكية.
- دليل قسوس، 62، سياسي أردني، كان سفيرًا لدولة فلسطين لدى العراق.

22
- دنيس فارينا، 69، ممثل أمريكي.

23
- جيلما سانتوس، 84، لاعب كرة قدم برازيلي.

25
- محمد البراهمي، 58، معارض تونسي.

26
- عبد السلام المسماري، 53، ناشط سياسي ليبي.

29
- كريستيان بينيتيز، 27، لاعب كرة قدم إكوادوري.
- محمود أبو زيد، 76، ممثل مصري.
- قمر قزعون شورى، 96، مناضلة سورية
- باولو دالوليو، 59، رجل نصراني سوري

30
- عبد القادر قدورة، 78، رئيس مجلس الشعب في سوريا عدة مرات.

## وفيات أغسطس
4
- شيركو بكاس، 73، شاعر كردي عراقي.
- إسحاق برمان، 100، سياس إسرائيلي.

9
- سليمان العيسى، 92، شاعر سوري.

13
- جان فنسان، 82، لاعب كرة قدم فرنسي.

14
- ليزا روبن كيلى، 43، ممثلة أمريكية.

15
- عبد الرحمن السميط، 65، داعية كويتي.
- جاك فيرجيس، 88، محام فرنسي.

17
- رفيق الصبان، 82، كاتب سيناريو سوري

18
- ديجو جارماتي، 85، رياضي مجري.

19
- مساعد بن عبد العزيز آل سعود، 90، أمير سعودي.

20
- كوستيكا ستيفانيسكو، 62، لاعب كرة قدم روماني.

25
- جيلمار، 83، لاعب كرة قدم برازيلي.

30
- شيموس هيني، 74، شاعر أيرلندي.

31
- ديفيد فروست، 74، صحفي بريطاني.

## وفيات سبتمبر
2
- رونالد كوس، 102، اقتصادي بريطاني حائز على جائزة نوبل في الاقتصاد.

5
- روشوس ميش، 96، ضابط ألماني.

11
- ألبير جاكار، 87، عالم فرنسي.

14
- أسامة الباز، 82، سياسي مصري.

16
- رتيبة الحفني، 82، مغنية مصرية.

19
- هيروشي ياموتشي، 85، رجل أعمال ياباني.

22
- ديفيد هوبل، 87، طبيب أمريكية حائز على جائزة نوبل في الطب.
- عبد الحميد السراج، 87، رئيس وزراء سوري سابق.

27
- رياض كبرة، 63، ممثل سوري.

29
- كوثر العسال، 73، ممثلة مصرية.

## وفيات أكتوبر
1
- توم كلانسي، 66، كاتب أمريكي.

4
- فون نجوين جياب، 102، عسكري فيتنامي.

10
- تومويوكي دان، 50، ممثل ياباني.

11
- وديع الصافي، 91، مغني وملحن لبناني.
- محمود الأيوبي، 93، سياسي سوري كردي

13
- أولغا أروسيفا، 87، ممثلة روسية.

14
- برونو ميتسو، 59، مدرب كرة قدم فرنسي.

27
- لو ريد، 71، مغني أمريكي.

29
- علال بن قصو، 71، لاعب كرة قدم مغربي.

## وفيات نوفمبر
1
- حكيم الله محسود، 33، زعيم حركة طالبان باكستان.

3
- ريشما، 65، مغنية باكستانية.

5
- عبد المحسن مرتجي، 97، قائد عسكري مصري.

7
- مانفريد رومل، 84، سياسي ألماني ابن المشير إرفين رومل.

11
- أحمد عبد العال، 81 ، إعلامي كويتي.

17
- دوريس ليسينغ، 94، عالمة بريطانية حائز على جائزة نوبل في الأدب.

18
- عبد القادر الصالح، 34، قائد ثوري سوري

19
- فردريك سانغر، 95، عالم بريطاني حائز على جائزة نوبل في الكيمياء.

21
- حسن عبد السلام، 85، ممثل مصري.

22
- مصطفى النكدلي، 25، مصارع سوري

26
- براخا قافيه، 89، حاخامة إسرائيلية.
- كايتانو ري، 75، لاعب كرة قدم بارغواياني.

27
- نيلتون سانتوس، 88، لاعب كرة قدم برازيلي.

30
- يوري ياكوفليف، 85، ممثل روسي.
- بول واكر، 40، ممثل أمريكي.
- كريس هاولاند، 85، مذيع بريطاني.

## وفيات ديسمبر
3
- أحمد فؤاد نجم، 84، شاعر مصري.
- رضا حافظ، 61، قائد سابق للقوات الجوية المصرية ووزير الإنتاج الحربي.
- سليم كلاس، 77، ممثل سوري.

4
- بول أوسارس، 95، قائد عسكري فرنسي.
- ياسر فيصل الجميلي، 35، مصور عراقي

5
- نيلسون مانديلا، 95، الرئيس السابق لجنوب أفريقيا.
- كولن ولسن، 82، كاتب بريطاني.

10
- روزانا بوديستا، 79، ممثلة إيطالية.

12
- عبد القادر ملا، 65، رئيس حزب الجماعة الإسلامية البنغالي.
- جانغ سونغ-تيك، 67، نائب رئيس لجنة الدفاع الوطني في كوريا الشمالية.

14
- جون كورنفورث، 96، كيميائي أسترالي تحصل على جائزة نوبل في الكيمياء.
- بيتر أوتول، 81، ممثل أيرلندي.

15
- عواطف تكلا، 80، ممثلة مصرية.
- جوان فونتين، 96، ممثلة فرنسية.

16
- راي برايس، 87، مغني أمريكي.
- غدير الشعشاع، 25، ممثلة سورية

17
- ياسر المالح، 80، أديب سوري

18
- جمال إسماعيل، 80، ممثل مصري.
- زهرة العلا، 79، ممثلة مصرية.

21
- عصمت عبد المجيد، 90، أمين عام سابق للجامعة العربية مصري.
- فؤاد سالم، 68، مغني عراقي.

23
- ميخائيل كلاشنيكوف، 94، مصمم البندقية آه كا-47.
- يوسف لطيف، 93، عازف أمريكي.

24
- روبرت ويلسون، 77، فيزيائي أمريكي تحصل على جائزة نوبل في الفيزياء.

27
- عادل برهام، 66، ممثل مصري.

28
- إليا تسيمبالار، 44، لاعب كرة قدم روسي.

30
- ييرو مانتيرانتا، 76، رياضي فنلندي حائز على ميدالية أوليمبية.
- علي محمود عثمان، 35، صحفي وناشط سوري